# Меморіал Івана Глінки 2003
Юніорський кубок світу (англ. Junior World Cup) — 13-й міжнародний юніорський хокейний турнір.

## Група АБржецлав
| М  | Команда   | І | В | Н | П | Ш     | О |
| -- | --------- | - | - | - | - | ----- | - |
| 1. | Чехія     | 3 | 3 | 0 | 0 | 18:4  | 6 |
| 2. | Канада    | 3 | 2 | 0 | 1 | 9:9   | 4 |
| 3. | Фінляндія | 3 | 1 | 0 | 2 | 13:12 | 2 |
| 4. | Швейцарія | 3 | 0 | 0 | 3 | 5:20  | 0 |

- Канада -  Фінляндія 4-3 Б (0-1,2-0,1-2,0-0,1-0)
- Чехія -  Швейцарія 7-1 (2-0,3-0,2-1)
- Швейцарія -  Канада 3-6 (1-0,0-2,2-4)
- Чехія -  Фінляндія 8-3 (5-2,0-1,3-0)
- Фінляндія -  Швейцарія 7-1 (3-0,2-0,2-1)
- Чехія —  Канада 3-0 (0-0,1-0,2-0)

## Група ВП'єштяни
| М  | Команда    | І | В | Н | П | Ш     | О |
| -- | ---------- | - | - | - | - | ----- | - |
| 1. | США        | 3 | 3 | 0 | 0 | 13:5  | 6 |
| 2. | Росія      | 3 | 2 | 0 | 1 | 10:6  | 4 |
| 3. | Швеція     | 3 | 1 | 0 | 2 | 10:12 | 2 |
| 4. | Словаччина | 3 | 0 | 0 | 3 | 6:16  | 0 |

- США -  Швеція 5-2 (1-0,4-2,0-0)
- Словаччина -  Росія 1-5 (0-3,1-2,0-0)
- Росія -  США 2-3 ОТ (0-1,1-1,1-0,0-1)
- Словаччина -  Швеція 4-6 (2-1,0-2,2-3)
- Росія -  Швеція 3-2 ОТ (0-1,2-0,0-1,1-0)
- Словаччина —  США 1-5 (0-2,1-1,0-2)

## Фінальна стадія

### Матчі за 5 - 8 місця

#### Півфінали
- Швеція —  Швейцарія 5-3 (1-1,1-2,3-0)
- Словаччина —  Фінляндія 4-3 (2-2,2-1,0-0)

#### Матч за 7 місце
- Фінляндія —  Швейцарія 12-0 (4-0,4-0,4-0)

#### Матч за 5 місце
- Словаччина —  Швеція 4-1 (0-1,1-0,3-0)

### Матчі за 1 - 4 місця

#### Півфінали
- США —  Канада 4-3 ОТ (0-2,3-0,0-1,1-0)
- Чехія —  Росія 5-6 (4-1,1-2,0-3)

#### Матч за 3 місце
- Чехія —  Канада 8-2 (1-0,3-2,4-0)

#### Фінал
- США —  Росія 3-2 (1-2,1-0,1-0)